# Eumelandrya obsoletomaculata
Eumelandrya obsoletomaculata is een keversoort uit de familie zwamspartelkevers (Melandryidae). De wetenschappelijke naam van de soort werd in 1958 gepubliceerd door Nomura.